# Chrysobothris purpurescens
Chrysobothris purpurescens es una especie de escarabajo del género Chrysobothris, familia Buprestidae. Fue descrita científicamente por Kerremans en 1907.